# Castor och Pollux

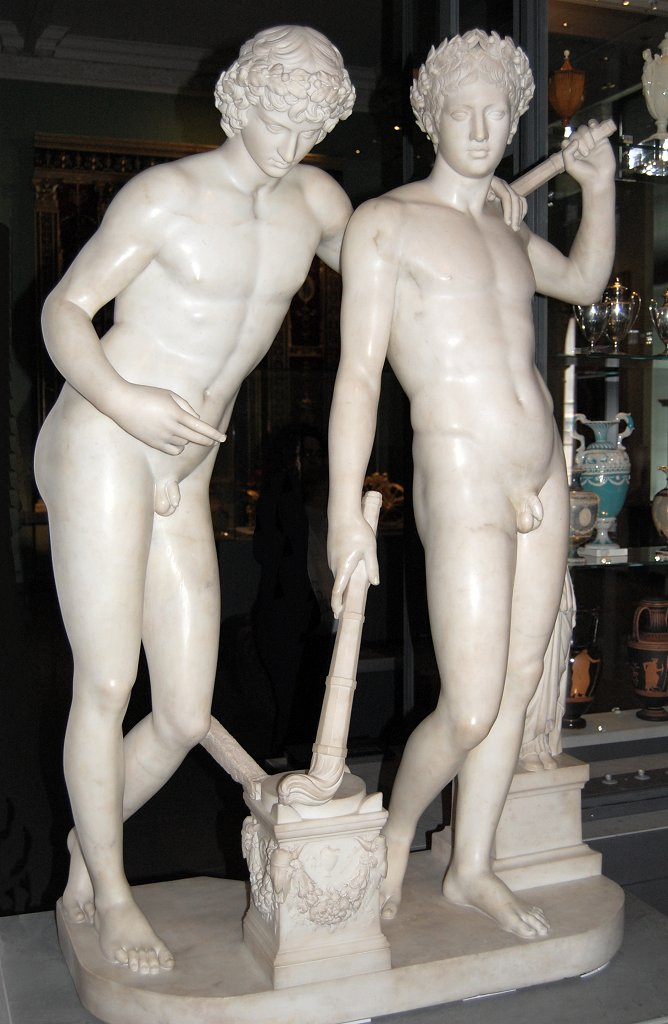
Castor och Pollux, marmorskulptur av Joseph Nollekens (1737–1823).

Castor och Pollux är två tvillingbröder i grekisk och romersk mytologi (Pollux heter Polydeukes i den grekiska varianten och Castor benämns Kastor då den grekiska gestalten avses). I grekisk mytologi kallas de ofta med ett samlingsnamn för dioskurerna, Zeussönerna. 

## Släkt och relationer
I grekisk mytologi är Polydeukes son till Leda och Zeus. Enligt senare romerska källor var Pollux den odödlige tvillingbrodern till den dödlige Castor. Båda bröderna var söner till Leda, men Castor hade den dödlige Tyndareos, kung i Sparta, som far.

## Egenskaper
De var hjälpare och beskyddare av människor i nöd, speciellt i sjönöd. 

## Övrigt
Castor och Pollux togs om hand och uppfostrades av gudarna. Vid vuxen ålder följde de med Jason på skeppet Argo för att hämta det gyllene skinnet. Under färden rensade de Hellesponten och omkringliggande områden från pirater varefter de kom att gälla som sjöfartens beskyddare. 
Långt senare blev bröderna bjudna på dubbelbröllop hos ett annat brödrapar varvid de blev förälskade i varsin brud och rövade bort dessa båda. I den väldiga strid som följde med de förföljande brudgummarna blev alla dödade utom den odödlige Pollux. Denne bad Zeus att få dela sin odödlighet med sin döde bror och att Castor skulle få vistas tillsammans med honom på Olympen varannan dag mot att de tillsammans vistades i underjorden hos Hades varannan dag. Zeus tillät detta. 
De avbildades ofta med var sin vit häst.
Romarna hade en mild svordom, pol, som betyder "vid Pollux".